# Cășăria, Neamț
Cășăria este un sat în comuna Dobreni din județul Neamț, Moldova, România.

## Numele
Numele provine probabil de la stânile existente aici, încă din vechime.

 Acest articol despre o localitate din județul Neamț este deocamdată un ciot. Puteți ajuta Wikipedia prin completarea lui.